# 青濤大廈
青濤大廈（葡萄牙語：Edifício Cheng Tou）是澳門房屋局轄下的一個經濟房屋項目，位於澳門半島青洲筷子基北灣L4及L5地段，作為「萬九後」公共房屋項目之一。2013年9月27日，建造工程進行公開開標。2013年12月28日，特區政府公報刊登該項目建造工程，於第438/2013號批示中公佈，由時任行政法務司司長兼處理行政長官陳麗敏簽署。2013年12月16日，該建造工程項目正式命名為現名，並於該年12月18日起開放申請，為期三個月。2018年10月，該項目獲發使用准照，並陸續安排住戶入伙。

## 歷史

### 規劃、招標及興建
2012年12月3日，運輸工務司司長劉仕堯透露，後萬九項目之一的筷子基北灣L4及L5地段正在規劃中，當時爭取在2015年建成。
2013年1月9日，政府規劃於筷子基L4及L5地段原自由波地及公共廁所地段興建公共房屋，民政總署承認筷子基北灣休憩區的公厠和自由波地將會拆除，交回予其他部門發展公屋。根據土地工務運輸局資料，有關地段面積約1,000平方米，地段用途為公屋、社會設施、商業及公共停車場，而樓宇最高可達95米，最大地積比率為17.5倍。
2013年1月24日，L4及L5地段預計年內陸續招標，並預計可於2015年完成。
2013年9月27日，「萬九後」項目內的筷子基北灣L4及L5公共房屋建造工程於昨日進行公開開標，工程不設底價，共有11間公司遞交標書文件。經開標程序後，11份標書全部被接納。工程造價由澳門幣355786446.00至438699830.00，工期由841天至850天。
2013年12月16日，政府宣布，新一輪多戶型經屋單位於12月18日起開展申請，為期三個月，當中於同年12月15日將筷子基北灣L4及L5公共房屋命名為現名。
2014年3月17日，多戶型經屋申請結束。
2014年11月12日，房屋局表示多戶型經屋以T2戶型單位為主，其中筷子基北灣L4及L5地段公屋將興建378個2房廳單位。
2015年6月8日，第二十三期《澳門特別行政區公報》第一組中，公佈第130/2015號行政長官批示，許可訂立提供“筷子基北灣L4及L5地段公共房屋建造工程——監察延期”服務的合同。
2016年8月1日，第三十一期《澳門特別行政區公報》第一組，公佈第258/2016號行政長官批示，許可與碁業工程顧問有限公司訂立提供“筷子基北灣L4及L5地段公共房屋建造工程——監察延期III”服務的合同。

### 竣工及入伙
截至2018年3月，該經屋項目竣工，包括鄰近的快盈大廈和青洲坊大廈因受天鴿風災影響延後入伙。該項目原訂2016年底上樓，但先後多次出現延誤，引起社會人士批評。
2018年5月4日，運輸工務司司長羅立文表示，該項目連同鄰近兩個經屋項目可於未來幾個月、「兩、三個月」內完工發入伙紙，之後交房屋局接手後續上樓安排。
2018年10月8日，該經屋項目已獲發使用准照，房屋局將分批安排預約買受人辦理上樓手續，包括繳付樓款、領取單位鎖匙及辦理管理合約等。
2018年10月22日，該大廈單位業主於同年10月26日起獲安排辦理上樓手續，首批獲安排的 100戶當日便可領取鎖匙、簽訂管理合約等。
2019年5月9日，建設發展辦公室完成對該大廈地面層安裝防水閘，預防颱風期間帶來的風暴潮及海水倒灌。

## 樓層及設施分佈

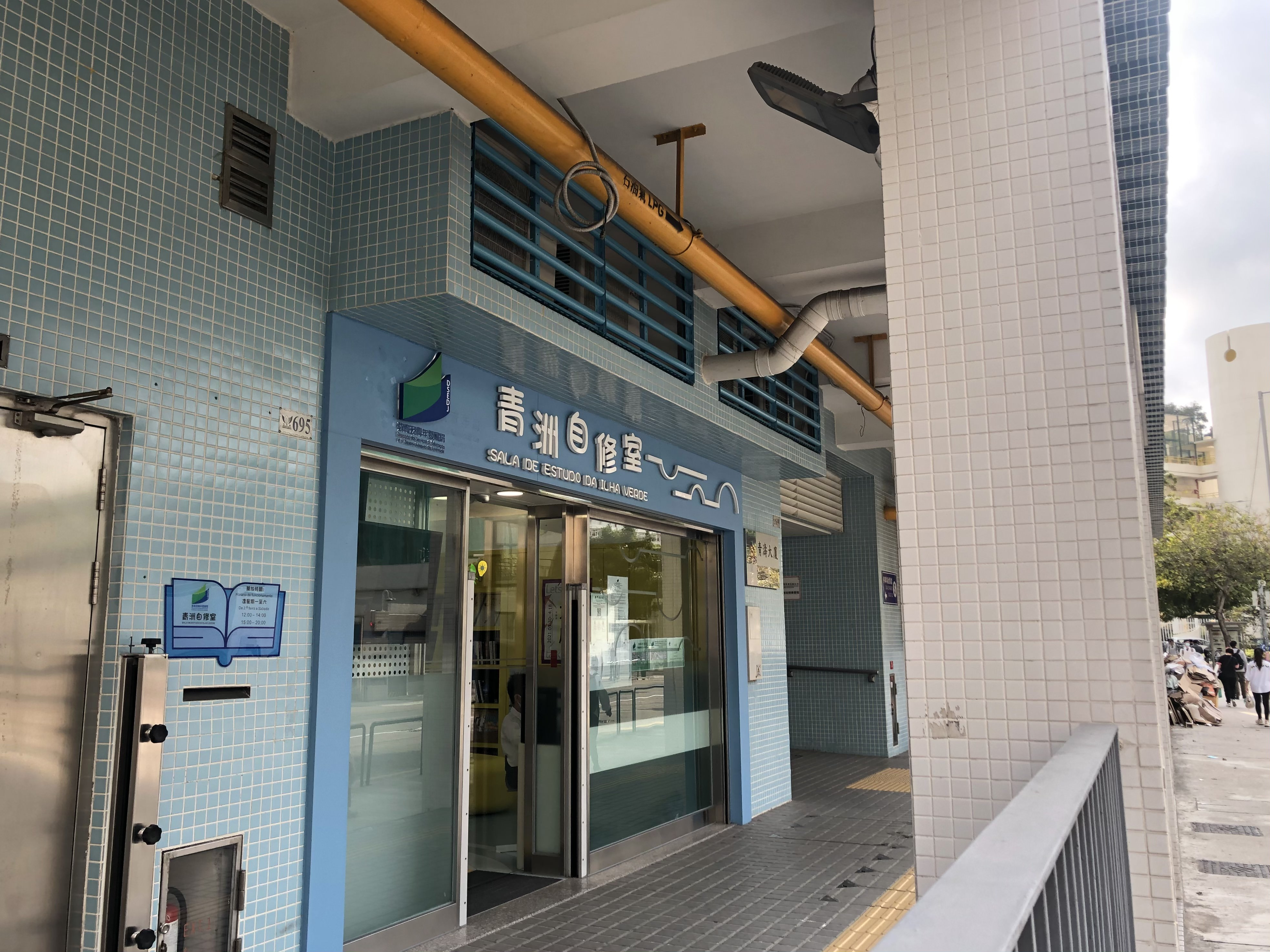
教育及青年發展局青州自修室

青濤大廈位於青洲大馬路、筷子基北灣L4及L5地段，合共提供378個兩房一廳單位，售價由855400元至1128600元，實用面積由48至50平方米。大樓設有公共停車場、社會設施及平台花園等。
2013年的規劃及招標過程中，佔地面積約2000平方米，將建成一幢33層高的住宅大樓，地面層及三樓為社會設施，一樓及二樓為公共停車場，提供約70個私家車及約80個電單車泊位，四樓為平台休憩花園。378個單位所有為T2戶型單位。

### 政府設施
- 教育及青年發展局青洲自修室 （页面存档备份，存于）

### 社會服務設施
- 澳門弱智人士家長協進會虹光軒 （页面存档备份，存于）
- 虹光軒超級市場 （页面存档备份，存于）

2022年2月16日，位於地面層及3樓的殘疾人士日間綜合服務中心裝修承攬工程招標，最長施工期為210天。

### 公共停車場
2017年10月5日，特區公報刊登第328/2017號行政長官批示，核准《青濤大廈停車場之使用及經營規章》。
2018年9月15日，因應超強颱風山竹即將正面吹襲澳門，政府開放三個高位停車場供車輛停泊，包括青濤公共停車場提供私家車泊車位80個及電單車泊車位83個，停車場出入口均設於沙梨頭北街（即油站前)。開放時間為2018年9月15日15:00至9月18日12:00。政府特別提醒，由於有關設施仍處建築階段，現場環境仍未具條件開放，是次僅為配合緊急情況而採取的臨時安排，停泊人仕仍需就可能出現的損壞承擔風險，故請駕駛者務必留意現場環境，以及周邊道路情況。
2019年2月1日，位於一層至二層的公共停車場正式啟用，提供80個輕型客車車位及83個電單車車位，出入口設於沙梨頭北街旁的街道，收費與一般公共停車場相同。

## 鄰近建築及地點
- 澳門自來水青洲水廠 （页面存档备份，存于）
- 聖若瑟大學
- 聖若瑟教區中學第六校
- 青洲坊大廈
- 青蔥大廈

## 交通資訊
M24 青洲／聖若瑟中學（Cons. Borja / Colegio S. Jose）
路線：8、28B
M25 青洲／自來水公司（Ilha Verde／S.A.A.M.）
路線：8、23、28B、H2

## 外部連結
- 公共建設局-筷子基北灣L4及L5公共房屋建造工程 （页面存档备份，存于）
- 公共建設局-筷子基北灣L4及L5地段公共房屋建造工程 - 修復工程 （页面存档备份，存于）
- 第328/2017號行政長官批示-《青濤大廈停車場之使用及經營規章》 （页面存档备份，存于）
- 青濤大廈經濟房屋售樓說明書 （页面存档备份，存于）